# Tryonia gilae
Tryonia gilae là danh pháp hai phần của một loài ốc nước ngọt có nắp, là động vật thân mềm chân bụng sống dưới nước thuộc họ Hydrobiidae, Đây là loài đặc hữu của Hoa Kỳ.